# Karl Brater

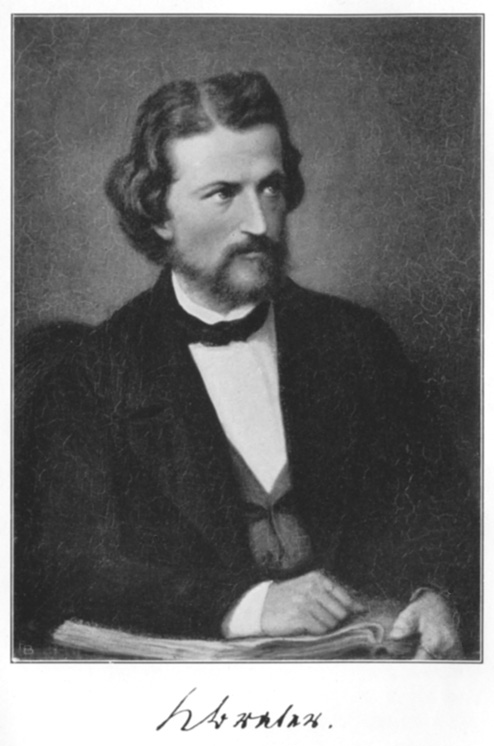
Karl Brater

Karl Ludwig Theodor Brater (* 27. Juni 1819 in Ansbach; † 20. Oktober 1869 in München) war ein deutscher Journalist, Redakteur und Politiker. Er war außerdem der Gründer der Süddeutschen Zeitung.

## Leben
Brater studierte an den Universitäten Erlangen, Heidelberg und Würzburg Jura. 1843 schloss er das juristische Examen mit der Bestnote ab und wurde ins bayerische Justizministerium berufen. Ab 1847 war er dort bei der Gesetzgebungskommission beschäftigt. Dies führte zu intensivem Kontakt mit Friedrich (1814–1856) und Theodor Rohmer (1820–1856) sowie mit Johann Caspar Bluntschli (1808–1881) und zu seinem ersten juristischen Werk Die Reform des Erbrechts zu Gunsten der Nothleidenden, erschienen 1848 in München. Er betätigte sich nun außerdem als politischer Redakteur bei der Augsburger Abendzeitung. Seine Stellung im Ministerium war aufgrund seiner politischen Ansichten in der Revolutionszeit unhaltbar geworden, und so wurde er 1848 Bürgermeister von Nördlingen. In diesem Amt blieb er, unterstützt durch den liberalen Nördlinger Verleger Carl Beck, bis Anfang 1851. Differenzen mit der Kreisregierung, die sein Eintreten für die Frankfurter Reichsverfassung missbilligte, führten schließlich zu seinem Rücktritt.
Ab dieser Zeit arbeitete Brater als Publizist und Herausgeber. Er gründete 1851 die Blätter für administrative Praxis, die er bis 1860 leitete. Ferner verfasste er etliche Kommentare zu Dollmanns Gesetzgebung des Königreichs Baiern seit Maximilian II., gab die bayerische Verfassungskunde heraus und schrieb einen Kommentar zur bayerischen Gerichtsordnung. Er zog aufgrund der günstigeren Lebensverhältnisse im Mai 1852 nach Egern. Ab 1855 lebte er wieder in München. Hier gab er ab 1856 mit Bluntschli das Deutsche Staatswörterbuch heraus, für das er einige Artikel schrieb. 1857 verfasste er die drei Flugschriften Fliegende Blätter aus Baiern, 1858 die politische Schrift Regierung und Volksvertretung in Baiern, die in Leipzig erschien. Brater trat in dieser Schrift für die konstitutionellen Rechte der Volksvertretung ein. Er wurde nach ihrem Erscheinen im Wahlkreis Nürnberg 1859 als Vertreter der Liberalen in die Kammer der Abgeordneten gewählt. Dieses Amt behielt er bis zu seinem Tod bei.
Seit 1859 war er auch Redakteur der liberalen bayrischen Wochenschrift; im selben Jahr war er an der Gründung des Deutschen Nationalvereins beteiligt und gründete die Süddeutsche Zeitung. Auch hier vertrat er sein Ideal der Einigung Deutschlands unter Preußens Führung, was ihm die Abneigung altbayerischer Kreise zuzog. So fand er etwa 1859 keinen Vermieter und musste zunächst in einer Stube oberhalb seiner Redaktion wohnen. 1863 war er unter den Mitbegründern der Fortschrittspartei in Bayern und wurde, bei schon sehr labiler Gesundheit, Geschäftsführer des Sechsunddreißigerausschusses. Brater starb in München, wohin er zur Eröffnung des Landtages gereist war.
Laut Robert Piloty kämpfte er „mit energischem Willen und klarem Verstand auf der Seite der guten Sache“; Johann Kaspar Bluntschli bezeichnete sein Leben als „langes, kampfbereits Martyrium für die Einigung des deutschen Volkes“.

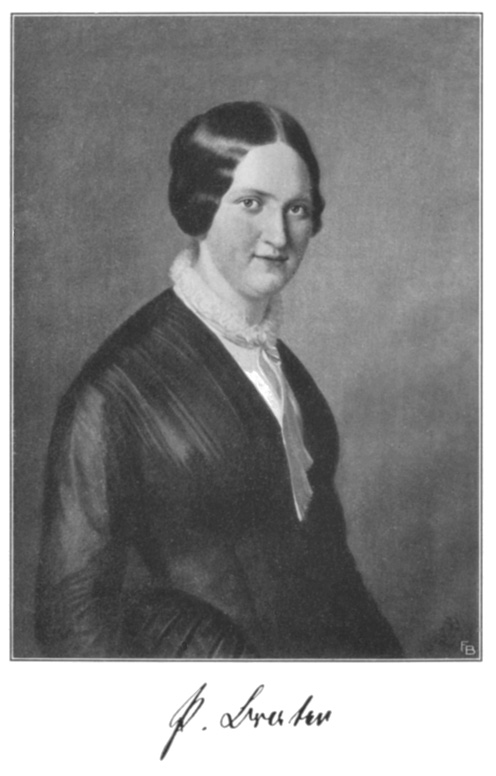
Pauline Brater geb. Pfaff

## Familie
Karl Brater heiratete Pauline Damajanti Pfaff (1827–1907), eine Tochter von Johann Wilhelm Andreas Pfaff, in dessen Erlanger Haushalt er bereits als Kind Zugang hatte. Da Paulines Bruder Hans Ulrich ab 1847 in Nördlingen Subrektor der Gewerbeschule war, kam es zu der dauerhaften Verbindung, nachdem sich Brater und Pauline Pfaff in Nördlingen wiedertrafen. Aus der Ehe gingen die Töchter Anna (1851) und Agnes (1852–1929) hervor. Nach seinem frühen Tod lebte seine Witwe in ärmlichen Verhältnissen. Sie war bereits Ende der 1850er Jahre vorübergehend nach Erlangen zurückgezogen und hatte dort erneut den Haushalt des Bruders Hans Ulrich betreut, während ihr Ehemann auf politischer Reise war. Als Witwe erneut in Erlangen, zog sie nun ab 1869 neben den eigenen Töchtern auch die Kinder von Hans Ulrich auf (er verstarb 1872 ebenfalls früh) und vermietete Zimmer, unter anderem an Ferdinand Lindemann.

## Ehrungen
In Nördlingen erinnert die Karl-Brater-Straße an den einstigen Bürgermeister der Stadt.

## Schriften (Auswahl)
- Die Reform des Erbrechtes zu Gunsten der Nothleidenden. Kaiser, München 1848.
- Deutsches Staats-Wörterbuch. In Verbindung mit deutschen Gelehrten hrsg. mit J. C. Bluntschli, 11 Bände, Stuttgart/Leipzig 1857–1870.